# Deutsche Welle
DW (Deutsche Welle) er en tysk international medieorganisation. Den udsender nyheder og information på kortbølge- og satellitradio på 29 sprog, fjernsyn på tre sprog og publicerer nyheder på internettet på 30 sprog. Den svarer til BBC World Service, Voice of America og Radio France Internationale.
Deutsche Welle har haft regelmæssige sendinger siden 1953. Frem til 2003 holdt organisationen til i Köln, men har nu sæde i Vesttysklands tidligere regeringsdistrikt ved bredden af Rhinen i Bonn. Fjernsynssendingerne produceres i Berlin, mens internetnyhederne produceres både i Berlin og Bonn.

## Produktioner
- Jojo sucht das Glück